# グレート・ウェスタン (蒸気船)
グレート・ウェスタン (SS Great Western) はグレート・ウェスタン汽船会社の船。大西洋航路用として建造された最初の蒸気船である。

## 建造
グレート・ウェスタン鉄道会社の1835年10月の役員会でおそらくイザムバード・キングダム・ブルネルによってブリストル・ニューヨーク間の蒸気船による定期航路開設案が出され、1836年1月にはグレート・ウェスタン蒸気船会社の設立趣意書発行となり、同年中に「グレート・ウェスタン」建造が始まった。6月にブリストルの造船所でキールが据えられ、1837年7月19日に進水。8月、機関搭載のため帆走でテームズ川へ向かった。機関搭載後の1838年3月24日、試運転中の「グレート・ウェスタン」は前方を通過しようとした船との衝突を回避しようとした際に別の船に衝突した。3月31日に「グレート・ウェスタン」はブリストルへ向けて出航したが、その際に火災が発生し、砂州に乗り上げて消火作業をおこなった。

## 運用
1838年4月8日、「グレート・ウェスタン」はブリストルからニューヨークへの最初の航海に出発した。当初は7日出航予定であったが、強風と積載作業未了のため一日延期となった。前述の火災の影響もあったようで、乗客は7人であった。運賃は35ギニーであった。航海中には外車のボルトの脱落が判明したり、強風でマストが破損するといったことがあった。4月23日、「グレート・ウェスタン」はニューヨーク港に入港した。入港直後にはボイラーの蒸気を浴びて乗員1名が死亡する事故が発生した。この航海での平均速度は8.75ノットであった。同時期にはブリティッシュ・アンド・アメリカン蒸気航海会社の「シリウス」もニューヨークへの航海を行っていて「グレート・ウェスタン」より少し前に到着しており、最初にニューヨークに到着した大西洋航路の定期蒸気船となっている。復路では乗客68人を乗せ、5月22日にブリストルに到着した。この時は出航後間もない時に左舷の連接棒が破損し、修理完了まで右舷の機関のみでの航行となっている。
2度目の航海は、往路は6月2日出航で、6月16日にニューヨーク到着。復路は6月25日に出航して7月8日にブリストルに到着した。乗客は、往路が65人、復路が92人であった。
「グレート・ウェスタン」は1846年までに大西洋を45往復したが、グレート・ウェスタン汽船会社の破綻により1867年にウェスト・インディア・ロイヤル郵便汽船会社へ2万4750ポンドで売却され、サウサンプトン・西インド諸島間の航路に就航した。クリミア戦争では兵員輸送船として徴用された。1856年10月に「グレート・ウェスタン」は売却され、テームズ川で解体された。

## 設計
設計は鉄道エンジニアのイザムバード・キングダム・ブルネルであった。
「グレート・イースタン」は1320総トン、全長72メートル、外車覆いを含めた幅18.2メートル、満載吃水4.9メートル。機関は225馬力のサイドレバー・エンジン2基で、石炭搭載量800トンであった。
巨大なボイラーはグレート・ウェスタンの船体の約半分を占めたが、それでも乗客定員148名、船客サロンは奥行き75フィート最大幅34フィートあった。